# Chionaema flavalba
Chionaema flavalba är en fjärilsart som beskrevs av Rothschild 1912. Chionaema flavalba ingår i släktet Chionaema och familjen björnspinnare. Inga underarter finns listade i Catalogue of Life.